# São Paulo Challenger 3 1987
Il São Paulo Challenger 3 1987 è stato un torneo di tennis facente parte della categoria ATP Challenger Series nell'ambito dell'ATP Challenger Series 1987. Il torneo si è giocato a San Paolo in Brasile dal 30 novembre al 6 dicembre 1987 su campi in terra rossa.

## Vincitori

### Singolare
Ivan Kley ha battuto in finale  Raúl Viver con il punteggio di 6–4, 6–2

### Doppio
Marcelo Filippini /  Daniel Montes De Oca hanno battuto in finale  Javier Frana /  Gustavo Guerrero con il punteggio di 7–5, 4–6, 6–1